# Дюжина
Дю́жина (через фр. douzaine, от лат. duodecim, от duo — «два» и decim — «десять») — мера поштучного счёта однородных предметов, преимущественно в торговле, равная 12.
Двенадцать однородных вещей, считаемых по обычаю дюжинным счётом. Дю́жинный, к дюжине относящийся или принадлежащий. Человек дюжинный, обыкновенный, рядовой, без особых достоинств, каких много.

## Этимология
В русском языке слово «дюжина» зафиксировано в текстах XVII века.
Слово заимствовано из французского douzaine или итальянского dozzina.
М. Фасмер в своём словаре не исключает, что происхождение слова могло подвергнуться влиянию от общеславянского дюжий (образованное от той же основы, что и исчезнувшее дугъ — «сила»).

## Использование

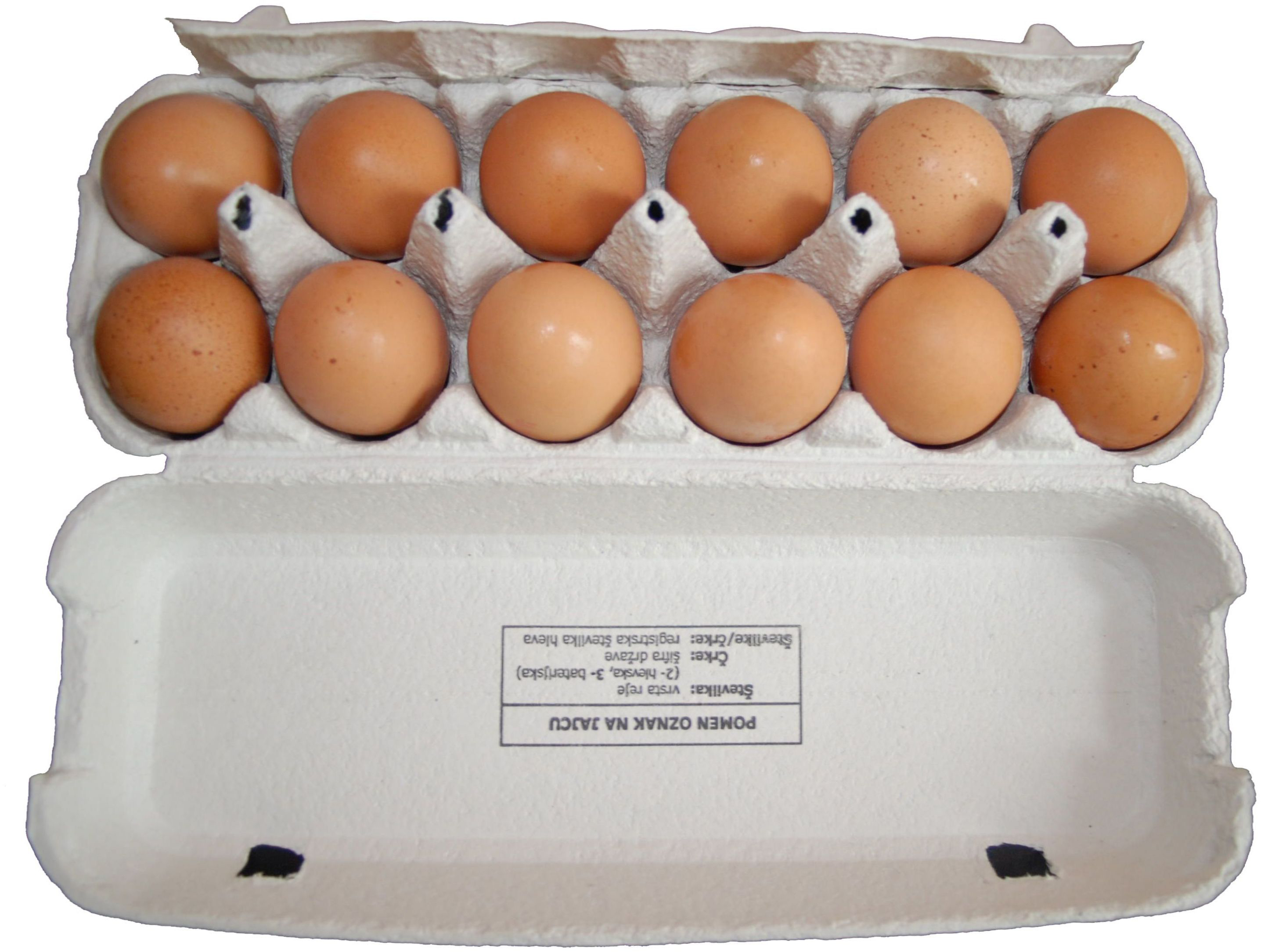
Упаковка дюжины яиц

Широко применялась до введения метрической системы и применяется до сих пор при комплектации, например, (дюжина и полдюжины):
- сервизов посуды
- комплектов столовых приборов (ножи, ложки, вилки)
- больших гарнитуров мебели, которые выпускаются почти всегда на 12 или 6 (полудюжина) персон.
- упаковки в магазинах (главным образом США и Великобритании):
  - пиво упаковывается по 6 (полудюжина), 12 или 24 (2 дюжины) бутылок (банок)
  - яйца продают в упаковках дюжинами или по полдюжины.

12 дюжин составляют гросс.